# عفاف الشيخ عمرو عرفات
عفاف الشيخ عمرو عرفات ولدت في مدينة نابلس عام 1925، فنانة تشكيلية درست في مدرستي الفاطمية والعائشية، ثم التحقت بمعهد المعلمات في القدس وتخرجت منه عام 1943م.
حصلت على بعثة لدراسة الرسم والتصوير والخزف في أكاديمية في بريطانيا حيث نالت شهادة البكالوريوس في العام 1957م، ومن ثم حصلت على بعثة دراسية أخرى في الولايات المتحدة الأمريكية ونالت درجة الماجستير مع مرتبة الشرف عام 1966م.
قامت بتدريس مادة الفنون الجميلة في معهد المعلمات في رام الله 1964م، ومن ثم عملت كموجهة لمادة التربية الفنية، ثم مسؤولة عن مناهج التربية الفنية وتطويرها في وزارة التربية والتعليم في عمان.

## مساهماتها
شغلت منصب خبيرة لدى منظمة اليونسكو الدولية في البلدان المضيفة للاجئين الفلسطينيين: الأردن وسوريا ولبنان، وفي الضفة والقطاع. وكان مركز عملها في غزة حيث أسست نواة متحف للتراث الشعبي الفلسطيني. وساهمت في وضع مناهج الفنون الجميلة في جامعة اليرموك في عام 1981. أقامت معارض خاصة بأعمالها الفنية في القدس عام 1959 شاركت في كثير من المعارض الجماعية في فلسطين والأردن وبريطانيا وألمانيا وفرنسا والولايات المتحدة، كما لها عدد كبير من اللوحات بالألوان الزيتية والألوان المائية وفن الملصقات (كولاج).

## جوائزها
نالت ميدالية في العام 1981 وشهادة تقدير من رابطة الفنانين التشكيليين في الأردن عام 1994.